# حركة سكان مجوندولو
تُعرف حركة سكان مجوندولو أيضًا باختصار (AbM) أو القمصان الحمراء، وهي حركة قام بها سكان الأكواخ في جنوب أفريقيا للنضال ضد عمليات الإخلاء وللمطالبة بالسكن. نشأت الحركة في أوائل عام 2005 وتعمل الآن في مدينتي بيترماريتزبرغ وكيب تاون. وتعتبر أكبر منظمة لسكان الأكواخ في جنوب أفريقيا تنظم حملات لتحسين ظروف معيشة الفقراء وإضفاء الطابع الديمقراطي على طبقات المجتمع الدنيا.
رفضت الحركة سياسة الأحزاب وقاطعت الانتخابات وامتلكت تاريخ من الصراع مع كل من المؤتمر الوطني الأفريقي والتحالف الديمقراطي. (ورغم ذلك أعلنت عن دعمها التحالف الديمقراطي في انتخابات عام 2014). مطلبها الرئيسي هو أن تأخذ القيمة الاجتماعية للأراضي الحضرية الأولوية فوق قيمتها التجارية وقامت الحركة بتنظيم حملات من أجل مصادرة الدولة لبعض الأراضي الكبيرة المملوكة ملكية خاصة.
ووفقًا لصحيفة التايمز فإن الحركة «هزّت المشهد السياسي في جنوب إفريقيا». ووفقًا لبيتر فال فإن الحركة «هي أكثر المجموعات فاعلية في المجتمع المدني في جنوب إفريقيا إلى جانب حملات العلاج». كتبت خديجة باتيل أن الحركة «في طليعة موجة جديدة من الحركات السياسية الجماهيرية». ومع ذلك واجهت القمع المستمر الذي كان عنيفًا في بعض الأحيان.

## الحكم الذاتي والديمقراطية
يشدد الأعمال التي درست الحركة على أنها حركة غير احترافية (أي أن قياداتها لا تملك رواتب) ومستقلة عن سيطرة المنظمات غير الحكومية وعن المنظمات السياسية والتنظيمات الحزبية والديمقراطية. وصفت سارة كوبر الحركة بأنها «حركة ديمقراطية متنوعة تنتقد ذاتها بشكل دائم». يقول اركومنت سيليك: «لقد رأيت كيف تدير الحركة اجتماعاتها بشكل ديموقراطي».
رفضت الحركة العمل مع حركات المؤتمر التشاوري الاجتماعية (SMI) غير الحكومية أو مع بعض المنظمات المشاركة لها. انتقدت الحركة بشكل كبير مركز المجتمع المدني في جامعة كوازولو ناتال ورفضت العمل معه.

## العضوية والهيكلية
ادعت الحركة في عام 2010 أن لديها حوالي 25000 مؤيد نشط في 64 قرية كوخية مختلفة وتم إصدار أكثر من 10000 بطاقة عضوية. تملك الحركة قرى تابعة لها وفروع في القرى غير التابعة لها، وتملك أيضًا رابطة شبابية ورابطة نسائية.

## الحملات
قامت الحركة منذ عام 2005 بسلسلة من المسيرات واسعة النطاق، وانخرطت في تنظيم الأعمال بشكل مباشر مثل استثمار الأراضي وأنظمة المياه والكهرباء ذاتية التنظيم وأسست للاستخدام التكتيكي للمحاكم. كثيرًا ما أصدرت الحركة تصريحات معادية للرأسمالية، ودعت إلى تطبيق الشيوعية، وطالبت بمصادرة الأراضي الخاصة واستغلالها بمشاريع الإسكان العام.
رفض السكان المشاركة في سياسات الأحزاب أو أي منظمة غير حكومية، وسعوا بدلًا من ذلك إلى تفعيل سلطة الشعب الديمقراطية حيث يعيش الناس ويعملون. تحمي الحركة استقلاليتها من الأحزاب السياسية والمنظمات غير الحكومية. ومع ذلك تم انتقاد الحركة في عام 2014 لتأييدها التحالف الديمقراطي في الانتخابات الوطنية 2014. وأعلنت الحركة أنها أيّدت التحالف الديمقراطي في الانتخابات الوطنية فقط كجزء من إستراتيجية التصويت ضد أي حزب يفشل في الوفاء بوعوده السياسية.

## الفلسفة
تصف الحركة نفسها بأنها «سياسة محلية الصنع يمكن للجميع فهمها والانضمام اليها» وتؤكد أنها تنتقل من التجربة المعيشية للفقراء إلى خلق سياسة فكرية وعملية على حد سواء.
رُسمت فلسفتها في عدد من المقالات والمقابلات. تتعلق أفكارها الرئيسية بسياسة الفقراء وسياسة المعيشة والسياسة الشعبية. من المعروف أن سياسة الفقراء هي السياسة التي تمكن الفقراء من المشاركة بنشاط في النضالات التي تحمل اسمهم. ذلك يعني عمليا أنَّ مثل هذه السياسة يجب أن تتم حيث يعيش الفقراء أو في الأماكن التي يمكنهم الوصول إليها بسهولة وفي الأوقات التي تناسبهم وباللغات التي يتحدثونها. وهذا لا يعني استبعاد الأشخاص والمنظمات من الطبقة الوسطى بل أن يأتوا إلى أماكن الفقراء وأن يمارسوا سياساتهم هناك بطريقة حوارية وديمقراطية.

## الانتخابات
اتخذت الحركة جنبًا إلى جنب مع الحركات الشعبية المماثلة في جوهانسبرغ وكيب تاون موقفًا مهمًا للغاية تجاه الانتخابات في جنوب أفريقيا. لقد قاطعوا انتخابات الحكومة المحلية في عام 2006 وانتخابات الحكومة الوطنية في عام 2009 وانتخابات الحكومة المحلية عام 2011 تحت شعار «لا أرض! لا بيت! لا تصويت!» وقد ذُكر أن «ما يعادل نحو 75٪ من مواطني جنوب إفريقيا الذين تتراوح أعمارهم بين 20 و 29 عامًا لم يشاركوا في انتخابات الحكومة المحلية عام 2011» وأنه: «كان مواطنو جنوب إفريقا من تلك الفئة العمرية يشاركون في احتجاجات عنيفة في الشوارع ضد حزب المؤتمر الوطني الأفريقي المحلي بسبب تصويته لصالح الحزب الحاكم».
يمكن تلخيص فلسفة الحركة فيما يتعلق بالانتخابات بالبيان التالي الذي اصدره رئيسها المنتخب سابو زيكودي: «تتحدث الحكومة عن الفقراء طوال الوقت، لكن القليل منهم يتحدث إلى الفقراء... أصبح من الواضح أن مهمتنا هي التصويت لهم فقط ومشاهدة الأغنياء يتحدثون عنّا كلما أصبحنا أكثر فقرًا».
قال نائب رئيس الحركة لينديلا فيجلان أنَّ: «التصويت لشخص ما في الحكومة يمنحه السلطة لقمعنا واستغلالنا».

## القمع
كان أفراد الحزب الحاكم في البداية يتهمون أعضاء الحركة في كثير من الأحيان بأنهم مجرمون يتلاعب بهم رجل أبيض خبيث أو ما سموه (قوة
عانت الحركة مثل غيرها من الحركات في جنوب أفريقيا من المضايقات غير القانونية المستمرة من قبل الدولة والتي أسفرت عن أكثر من 200 حادثة اعتقال لأعضائها في السنوات الثلاث الأولى من وجودها ووحشية الشرطة المتكررة في بيوت أعضاءها وفي الشوارع ومع المحتجزين. استخدمت الشرطة الذخيرة الحية والمركبات المدرعة وطائرات الهليكوبتر في عدد من الحالات لتنفيذ هجماتها على سكان الاكواخ غير المسلحين. نفذ مدير المدينة المحلي مايك ساتكليف في عام 2006 حظرًا كاملًا غير قانوني على حق الحركة في تنظيم المسيرات. ثم أُوقِف هذا القرار في النهاية عن طريق المحكمة. تم منع قادة الحركة من قبول الدعوات للظهور على شاشات التلفزة والمناقشات الإذاعية من قبل الشرطة المحلية بشكل عنيف. أصدر معهد حرية التعبير عددًا من التصريحات لدعم حق قادة الحركة في التحدث وتنظيم الاحتجاجات. كما أصدر مركز حقوق السكن ومجموعة من قادة الكنيسة البارزين تصريحات عامة تنتقد وحشية الشرطة (مثل تصريح المطران روبن فيليب) وتدعم حق الحركة في التعبير علنًا عن المعارضة.